# 中山北路 (臺南市)
中山北路（Zhongshan North Road）是臺南市永康區主要的東西向聯絡道路，全線屬於台20線，由西承接自中山南路，往東至新化區與台39線高鐵橋下臺南段道路交會為止，並與新化區中山路相連接。
中山北路承接中山南路後向東延伸，進入龍潭、王行等聚落。行經與永大路交會處後的路上沿線多為中小型企業，分布各式器械製造廠、鐵工廠、塑料射出廠等，其中永康產業園區就坐落於西側，至於東側則主要為農業用地。

## 交通改革
2024年8月24日起，中山北路（中山路至王行東路）開放機車行駛內側車道及不強制兩段式左轉，但保留機車待轉區，提供機車騎士更寬廣的行車空間。

## 本路段客運
- 幹支線公車[1]

| 編號   | 路線                       | 本路段公車站         |
| ------ | -------------------------- | -------------------- |
| 綠幹線 | 臺南轉運站－新化－玉井     | 永康－西勢東         |
| 綠5    | 永康火車站－潭頂－大社     | 永康－德芳社區       |
| 綠12   | 臺南轉運站／新化－南化國中 | 永康－西勢東（延駛） |